# Римминен, Микко
Ми́кко Ри́мминен (фин. Mikko Rimminen; род. 8 мая 1975, Хельсинки, Финляндия) — финский поэт и новеллист.
В 2004 году номинирован, а в 2010 году удостоен самой престижной литературной награды страны — премии «Финляндия» за роман Nenäpäivä.